# Uperoleia littlejohni
Uperoleia littlejohni är en groddjursart som beskrevs av Davies, McDonald och Chris J. Corben 1986. Uperoleia littlejohni ingår i släktet Uperoleia och familjen Myobatrachidae. IUCN kategoriserar arten globalt som livskraftig. Inga underarter finns listade i Catalogue of Life.